# Aeropuerto Internacional Reina Alia
El Aeropuerto Internacional Reina Alia (IATA: AMM, OACI: OJAI) (en árabe: مطار الملكة علياء الدولي‎; transcripción: Matar al-Malikah 'Alya' ad-Dowaly) es un aeropuerto situado en el área de Zizya (زيزياء), a 20 millas (32km) al sur de Amán, capital de Jordania
El nombre del aeropuerto procede de la reina Alia, la tercera mujer del rey Hussein de Jordania, que murió en un accidente aéreo en 1977.

## Instalaciones
Escáneres de seguridad: Las mujeres están obligadas a someter cualquier elemento a pasar por el escáner (incluyendo la carga, que será revisada igual que los complementos que lleven) antes de entrar en la habitación de inspección de mujeres donde ellas serán cacheadas por una empleada o empleadas.
Tiendas: Hay una interesante oferta de tiendas Duty free en el lado aire con acceso en las terminales 1 y 2 atendidas por Aldeasa. En el lado tierra hay un importante número de locales entre las cuales destacan CTN, souvenires, librerías, y una tienda de pastas árabe.
Restaurantes y Bares: Alpha atiende cuatro de las World News Cafes, uno en cada terminal tanto en el lado tierra como en el lado aire, también hay locales atendidos por Pizza Hut y Popeyes, Cinnabon, Blue Fig y Starbucks.
Servicios de negocios: hay salas de las aerolíneas disponibles, conexión de internet wireless en todo el aeropuertos y las tarjetas Wi-Fi están disponibles en las cuatro World News Cafes y teléfonos públicos.
Servicios bancarios: Bancos, cambio de divisas y cajeros están disponibles en lado aire y tierra en todas las terminales.
Salas: Las salas disponibles para VIPs y RJ se encuentran en todas las terminales y están abiertas a los pasajeros de clases business y primera así como para algunos pasajeros frecuentes en virtud de las decisiones de las aerolíneas. Se ha abierto una nueva sala en la terminal sur para la clase Real de RJ. La sala tiene asientos para 340 pasajeros, un espacio de 18000m2 y que incluye duchas, camas y una biblioteca.
Botiquín: Hay un centro médico disponible las 24 horas para todos los usuarios del aeropuerto.
Transporte: Los taxis y los buses están disponibles las 24 horas del día, del mismo modo, hay puestos de alquiler de vehículos.
Instalaciones para discapacitados: están disponibles incluyendo sillas de ruedas, ascensores, servicios y asistencia personal.
Aparcamiento: Las seis torres de aparcamiento pueden dar servicio a unos 1392 coches.

## Estadísticas
Ver fuente y consulta Wikidata.
| Año  | Total de pasajeros |
| ---- | ------------------ |
| 2002 | 2 334 779          |
| 2003 | 2 358 475          |
| 2004 | 2 988 174          |
| 2005 | 3 301 510          |
| 2006 | 3 506 070          |
| 2007 | 3 861 100          |
| 2008 | 4 477 800          |

## Ampliación futura
La futura ampliación del aeropuerto fue asegurado por aporte financiero el 15 de noviembre de 2007. El proyecto tiene un costo de 675 millones de dólares de BOT y una concesión de 25 años para su rehabilitación, ampliación y operación. Según los términos del acuerdo de concesión con el gobierno, el inversor es responsable de la rehabilitación de las terminales existentes, construcción de una nueva terminal de 600 millones de dólares diseñada por el renombrado arquitecto internacional Foster, y la operación y dirección del QAIA por un periodo de 25 años. 
Inversores

- Airport International Group - Aeroports de Paris Management (Francia) – 9.5%
- J&P Overseas (Chipre) – 9.5%
- J&P Avax (Grecia) – 9.5%
- Abu Dhabi Investment Company (EAU) – 38%
- Noor Financial Investment Company (Kuwait)-24%
- EDGO Ventures (Jordania) - 9.5%

Asesoría
- Ernst & Young  - Asesor de infraestructuras de Londres
- IFC
- Ashurst
- Norton Rose

Asesores del gobierno
- IFC (asesor principal)
- White & Case (asesor legal)
- NACO/Innova Aviation Consultants (asesor técnico)

Acreedores
- IFC
- IDB
- Calyon
- IXIS
- Banco Árabe

El plan de ampliación del aeropuerto fue parte de la estrategia para convertir a Jordania en un centro de conexión regional y una vez esté concluido, el aeropuerto internacional Queen Alia debería ser capaz de atender a unos nueve millones de pasajeros al año, aproximadamente tres veces más que actualmente.
El plan de desarrollo del aeropuerto se encuentra actualmente en estudio por ADPI (Aéroports de Paris Ingénierie, Francia).
Después de la ampliación, el aeropuerto estará capacitado para atender al Airbus A380.

## Salas
El aeropuerto solo disponía de una sala, operada por Royal Jordanian en agosto de 2008. Estaba disponible para los pasajeros de la clase Crown de Royal Jordanian, así como para cualquier pasajeros de las clases Primera y Business que saliese o llegase al aeropuerto. La nueva sala construida está localizada en la segunda planta de la terminal Sur y es la segunda más grande de Oriente Medio. Esta sala dispone de diversas instalaciones como son: 
- Un centro de negocios equipado con lo último en ordenadores que permite a los pasajeros el uso de Internet.
- Una selección de revistas y periódico jordanos e internacionales.
- Habitaciones aisladas para relajarse.
- Dormitorios.
- Duchas.
- Una zona de juego para niños equipado con pantallas LCD con dibujos animados.
- Áreas lúdicas para adultos.
- Habitaciones de oración.
- Hay pantallas LCD instaladas en el recibidor principal.
- En algunos puntos hay pantallas individuales para quien desee ver sus películas favoritas.
- Una zona de fumadores con aire acondicionado y ventilación.
- Comida y bebidas.
- Biblioteca.

## Aerolíneas y destinos

### Destinos nacionales
| Aqaba | Aeropuerto Internacional King Hussein | Royal Jordanian |

### Destinos internacionales
| Ciudades por países    | Nombre del aeropuerto                                 | Aerolíneas                                                                          | Aeronaves          | Frecuencias semanales |        |
| África                 | África                                                | África                                                                              | África             | África                | África |
| ---------------------- | ----------------------------------------------------- | ----------------------------------------------------------------------------------- | ------------------ | --------------------- | ------ |
| Argelia                |                                                       |                                                                                     |                    |                       |        |
| Argel                  | Aeropuerto Internacional Houari Boumedienne           | Air Algerie Royal Jordanian                                                         |                    |                       |        |
| Egipto                 |                                                       |                                                                                     |                    |                       |        |
| Alejandría             | Aeropuerto de Borg El Arab                            | Air Arabia Egypt Air Cairo FlyEgypt                                                 | A320-214 A32x B737 |                       |        |
| Asiut                  | Aeropuerto Internacional de Asiut                     | Air Cairo FlyEgypt                                                                  | A32x B737          |                       |        |
| El Cairo               | Aeropuerto Internacional de El Cairo                  | Egyptair Jordan Aviation Royal Jordanian                                            |                    |                       |        |
| Sharm el-Sheij         | Aeropuerto Internacional de Sharm el-Sheij            | Air Cairo Jordan Aviation                                                           | A32x               |                       |        |
| Suhag                  | Aeropuerto Internacional de Suhag                     | Air Cairo                                                                           | A32x               |                       |        |
| Libia                  |                                                       |                                                                                     |                    |                       |        |
| Bengasi                | Aeropuerto Internacional de Benina                    | Libyan Airlines                                                                     |                    |                       |        |
| Trípoli                | Aeropuerto Internacional de Trípoli                   | Libyan Airlines                                                                     |                    |                       |        |
| Sudán                  |                                                       |                                                                                     |                    |                       |        |
| Jartum                 | Aeropuerto Internacional de Jartum                    | Tarco Aviation                                                                      |                    |                       |        |
| Túnez                  |                                                       |                                                                                     |                    |                       |        |
| Túnez                  | Aeropuerto Internacional de Túnez-Cartago             | Royal Jordanian                                                                     |                    |                       |        |
| Norteamérica           |                                                       |                                                                                     |                    |                       |        |
| Canadá                 |                                                       |                                                                                     |                    |                       |        |
| Montreal               | Aeropuerto Internacional Pierre Elliott Trudeau       | Royal Jordanian                                                                     |                    |                       |        |
| Estados Unidos         |                                                       |                                                                                     |                    |                       |        |
| Chicago                | Aeropuerto Internacional O'Hare                       | Royal Jordanian                                                                     |                    |                       |        |
| Detroit                | Aeropuerto Internacional de Detroit                   | Royal Jordanian                                                                     |                    |                       |        |
| Fort Lauderdale        | Aeropuerto Internacional de Fort Lauderdale-Hollywood | Royal Jordanian                                                                     |                    |                       |        |
| Nueva York             | Aeropuerto Internacional John F. Kennedy              | Royal Jordanian                                                                     |                    |                       |        |
| Washington D. C.       | Aeropuerto Internacional de Washington-Dulles         | United Airlines                                                                     |                    |                       |        |
| Asia                   |                                                       |                                                                                     |                    |                       |        |
| Arabia Saudita         |                                                       |                                                                                     |                    |                       |        |
| Dammam                 | Aeropuerto Internacional Rey Fahd                     | Royal Jordanian                                                                     |                    |                       |        |
| Medina                 | Aeropuerto Príncipe Mohammad Bin Abdulaziz            | Royal Jordanian                                                                     |                    |                       |        |
| Riad                   | Aeropuerto Internacional Rey Khalid                   | Flynas Riyadh Air Royal Jordanian Saudia                                            | A32x               |                       |        |
| Yida                   | Aeropuerto Internacional Rey Abdulaziz                | Flynas Jordan Aviation Royal Jordanian Saudia                                       | A32x               |                       |        |
| Baréin                 |                                                       |                                                                                     |                    |                       |        |
| Manama                 | Aeropuerto Internacional de Baréin                    | Gulf Air                                                                            |                    |                       |        |
| Catar                  |                                                       |                                                                                     |                    |                       |        |
| Doha                   | Aeropuerto Internacional Hamad                        | Qatar Airways Royal Jordanian                                                       |                    |                       |        |
| Chipre                 |                                                       |                                                                                     |                    |                       |        |
| Lárnaca                | Aeropuerto Internacional de Lárnaca                   | Royal Jordanian                                                                     |                    |                       |        |
| Paphos                 | Aeropuerto Internacional de Paphos                    | Ryanair                                                                             | B737               |                       |        |
| Emiratos Árabes Unidos |                                                       |                                                                                     |                    |                       |        |
| Abu Dabi               | Aeropuerto Internacional de Abu Dabi                  | Etihad Airways Royal Jordanian                                                      |                    |                       |        |
| Dubái                  | Aeropuerto Internacional de Dubái                     | Emirates flydubai Royal Jordanian                                                   | B737               |                       |        |
| Sharjah                | Aeropuerto Internacional de Sharjah                   | Air Arabia Jordan Aviation                                                          | A32x               |                       |        |
| Irak                   |                                                       |                                                                                     |                    |                       |        |
| Bagdad                 | Aeropuerto Internacional de Bagdad                    | Iraqi Airways Royal Jordanian                                                       |                    |                       |        |
| Basora                 | Aeropuerto Internacional de Basora                    | Iraqi Airways Royal Jordanian                                                       |                    |                       |        |
| Erbil                  | Aeropuerto Internacional de Erbil                     | Iraqi Airways Royal Jordanian                                                       |                    |                       |        |
| Solimania              | Aeropuerto Internacional de Suleimaniya               | Iraqi Airways Royal Jordanian                                                       |                    |                       |        |
| Israel                 |                                                       |                                                                                     |                    |                       |        |
| Tel Aviv               | Aeropuerto Internacional Ben Gurión                   | El Al Royal Jordanian (suspendido)                                                  |                    |                       |        |
| Kuwait                 |                                                       |                                                                                     |                    |                       |        |
| Ciudad de Kuwait       | Aeropuerto Internacional de Kuwait                    | Jazeera Airways Jordan Aviation Kuwait Airways Royal Jordanian                      | A32x               |                       |        |
| Líbano                 |                                                       |                                                                                     |                    |                       |        |
| Beirut                 | Aeropuerto Internacional de Beirut                    | Middle East Airlines Royal Jordanian                                                | A3xx               |                       |        |
| Malasia                |                                                       |                                                                                     |                    |                       |        |
| Kuala Lumpur           | Aeropuerto Internacional de Kuala Lumpur              | Royal Jordanian                                                                     |                    |                       |        |
| Omán                   |                                                       |                                                                                     |                    |                       |        |
| Mascate                | Aeropuerto Internacional de Seeb                      | Oman Air                                                                            | B7x7               |                       |        |
| Siria                  |                                                       |                                                                                     |                    |                       |        |
| Damasco                | Aeropuerto Internacional de Damasco                   | Syrian Air                                                                          |                    |                       |        |
| Tailandia              |                                                       |                                                                                     |                    |                       |        |
| Bangkok                | Aeropuerto Internacional Suvarnabhumi                 | Royal Jordanian Thai Airways                                                        |                    |                       |        |
| Turquía                |                                                       |                                                                                     |                    |                       |        |
| Ankara                 | Aeropuerto Internacional Esenboğa                     | Pegasus Airlines                                                                    |                    |                       |        |
| Antalya                | Aeropuerto de Antalya                                 | Pegasus Airlines Turkish Airlines (Estacional)                                      |                    |                       |        |
| Dalaman                | Aeropuerto de Dalaman                                 | Turkish Airlines (Estacional)                                                       |                    |                       |        |
| Esmirna                | Aeropuerto de Esmirna-Adnan Menderes                  | Pegasus Airlines                                                                    |                    |                       |        |
| Estambul               | Aeropuerto de Estambul                                | Jordan Aviation Mavi Gök Airlines Royal Jordanian Pegasus Airlines Turkish Airlines |                    |                       |        |
| Trebisonda             | Aeropuerto de Trabzon                                 | Pegasus Airlines                                                                    |                    |                       |        |
| Yemen                  |                                                       |                                                                                     |                    |                       |        |
| Adén                   | Aeropuerto Internacional de Adén                      | Yemenia                                                                             | A3x0               |                       |        |
| Saná                   | Aeropuerto Internacional de Saná                      | Yemenia                                                                             | A3x0               |                       |        |
| Europa                 |                                                       |                                                                                     |                    |                       |        |
| Alemania               |                                                       |                                                                                     |                    |                       |        |
| Fráncfort del Meno     | Aeropuerto de Fráncfort del Meno                      | Lufthansa Royal Jordanian                                                           |                    |                       |        |
| Memmingen              | Aeropuerto de Memmingen                               | Ryanair (Estacional)                                                                | B737               |                       |        |
| Austria                |                                                       |                                                                                     |                    |                       |        |
| Viena                  | Aeropuerto de Viena                                   | Austrian Airlines Ryanair Wizz Air                                                  | B737 A32x          |                       |        |
| Bélgica                |                                                       |                                                                                     |                    |                       |        |
| Bruselas               | Aeropuerto de Bruselas                                | Royal Jordanian                                                                     |                    |                       |        |
| España                 |                                                       |                                                                                     |                    |                       |        |
| Barcelona              | Aeropuerto de Barcelona-El Prat                       | Royal Jordanian                                                                     |                    |                       |        |
| Madrid                 | Aeropuerto de Madrid-Barajas                          | Royal Jordanian Ryanair                                                             | B737               |                       |        |
| Francia                |                                                       |                                                                                     |                    |                       |        |
| París                  | Aeropuerto de París-Charles de Gaulle                 | Royal Jordanian                                                                     |                    |                       |        |
| Grecia                 |                                                       |                                                                                     |                    |                       |        |
| Atenas                 | Aeropuerto Internacional Eleftherios Venizelos        | Aegean Airlines Royal Jordanian                                                     | A32x               |                       |        |
| Hungría                |                                                       |                                                                                     |                    |                       |        |
| Budapest               | Aeropuerto de Budapest-Ferenc Liszt                   | Ryanair                                                                             | B737               |                       |        |
| Italia                 |                                                       |                                                                                     |                    |                       |        |
| Bolonia                | Aeropuerto de Bolonia                                 | Ryanair                                                                             | B737               |                       |        |
| Milán                  | Aeropuerto de Bérgamo-Orio al Serio                   | Royal Jordanian Wizz Air                                                            | A32x               |                       |        |
| Roma                   | Aeropuerto de Roma-Fiumicino                          | Royal Jordanian                                                                     |                    |                       |        |
| Países Bajos           |                                                       |                                                                                     |                    |                       |        |
| Ámsterdam              | Aeropuerto de Ámsterdam-Schiphol                      | Royal Jordanian                                                                     |                    |                       |        |
| Reino Unido            |                                                       |                                                                                     |                    |                       |        |
| Londres                | Aeropuerto de Londres-Heathrow                        | British Airways Royal Jordanian                                                     |                    |                       |        |
| República Checa        |                                                       |                                                                                     |                    |                       |        |
| Praga                  | Aeropuerto de Praga                                   | Ryanair (Estacional)                                                                | B737               |                       |        |
| Rumania                |                                                       |                                                                                     |                    |                       |        |
| Bucarest               | Aeropuerto Internacional de Bucarest                  | Ryanair TAROM                                                                       | B737               |                       |        |
| Suiza                  |                                                       |                                                                                     |                    |                       |        |
| Ginebra                | Aeropuerto Internacional de Ginebra                   | Royal Jordanian                                                                     |                    |                       |        |
| Zúrich                 | Aeropuerto Internacional de Zúrich                    | Royal Jordanian                                                                     |                    |                       |        |

### Futuros
- Aerolíneas Argentinas: (Buenos Aires-Ezeiza) Planes de inicio

- Aeroméxico: (Ciudad de México-AIFA) Fecha Pendiente

- Air Europa: (Madrid) Fecha Pendiente

- Air France: (París-Charles de Gaulle) Planes de inicio

- Air Japan: (Tokio-Narita) Fecha Pendiente

- American Airlines: (Miami) Planes de inicio

- Arajet: (Santo Domingo) Fecha Pendiente

- Avianca: (Bogotá-El Dorado) Fecha Pendiente

- Azul Linhas Aéreas: (Campinas-Viracopos) Fecha Pendiente

- Boliviana de Aviación: (Santa Cruz de la Sierra-Viru Viru) Fecha Pendiente

- Brussels Airlines: (Bruselas-Zaventem) Fecha Pendiente

- Copa Airlines: (Ciudad de Panamá-Tocumen) Fecha Pendiente

- Corsair: (París-Orly) Fecha Pendiente

- Iberia: (Madrid) Fecha Pendiente

- ITA Airways: (Roma-Fiumicino) Fecha Pendiente

- KLM Royal Dutch Airlines: (Ámsterdam-Schiphol) Fecha Pendiente

- LATAM Airlines: (Santiago de Chile) Fecha Pendiente

- LATAM Brasil: (São Paulo-Guarulhos) Planes de inicio

- LATAM Paraguay: (Asunción) Planes de inicio

- Royal Jordanian: (São Paulo-Guarulhos) Fecha Pendiente

- Swiss International Air Lines: (Ginebra, Zúrich) Fecha Pendiente

- TAP Air Portugal: (Lisboa) Fecha Pendiente

### Aerolíneas de Carga
- Cargolux (Luxemburgo, El Cairo)
- DHL
- Emirates SkyCargo (Dubái)
- Royal Jordanian (Argel, Aqaba, Bruselas, Damasco, Dubái, Estambul-Atatürk, Lárnaca, Londres-Heathrow, Londres-Stansted, Malta, Nueva York-JFK)
- Saudi Arabian Airlines Cargo (Damman, Dubái, Riad)
- Transworld Aviation
- Turkish Airlines Cargo (Estambul-Ataturk)

## Transporte
Hay servicios de bus y taxi todos los días, las 24 horas.  Los buses salen cada media hora. Se está construyendo una nueva línea de ferrocarril que unirá el aeropuerto internacional Queen Alia con el centro de Amán.

## Tipos de aeronaves
En el aeropuerto internacional Queen Alia se pueden observar una amplia variedad de tipos de aviones como son, el Airbus A340, el Airbus A330, el Airbus A321, el Airbus A320, el Airbus A319, el Airbus A310, el Airbus A300, el Boeing 737, el Boeing 747, el Boeing 767, el Boeing 757, el Boeing 727, el Boeing 707, el Lockheed L-1011, el McDonnell Douglas MD-80/MD-90, el Embraer 195, el Embraer 190, el Embraer 170, el Fokker 28, el De Havilland Dash 8-300, el Bombardier Dash 8 Q400, el Fokker 50, y muchos más.

## Incidentes
El 3 de mayo de 2003, Hiroki Gomi, un fotógrafo del importante periódico japonese Mainichi Shimbun, portaba un objeto, según parece un recuerdo de guerra desde Irak, cuando el objeto explotó cuando era inspeccionado. El objeto mató al guardia de seguridad que lo inspeccionaba, e hirió a Gomi, que se encontraba muy próximo.